# Bauhinia angulosa
Bauhinia angulosa är en ärtväxtart som beskrevs av Julius Rudolph Theodor Vogel. Bauhinia angulosa ingår i släktet Bauhinia och familjen ärtväxter. Inga underarter finns listade i Catalogue of Life.